# 남일중학교 (충남)
남일중학교는 충청남도 금산군 남일면에 있었던 공립 중학교이다. 폐교 이후, 남일중학교 자리는 금산남부체육문화센터로 활용되고 있다.

## 연혁
- 1971년 3월 8일 : 개교
- 2009년 2월 28일 : 38년만에 폐교[2]

## 같이 보기
- 금산남부체육문화센터